# 边巴滩遗址
边巴滩遗址，位于中国青海省尖扎县康扬乡过河滩村，为青海省市县级文物保护单位，公布日期为1988年8月24日，类型为古遗址。
边巴滩遗址的历史年代为青铜时代。